# Ante Kulušić
Ante Kulušić (* 6. Juni 1986 in Šibenik) ist ein ehemaliger kroatischer Fußballspieler.

## Verein
Ante Kulušić stammt aus der Jugend von NK DOŠK Drniš und begann seine Profifußballkarriere 2003 bei HNK Šibenik. Von hier wechselte er in der Winterpause der Saison 2008/09 zum türkischen Erstligisten Hacettepe SK. Weil Hacettepe zum Saisonende den Klassenerhalt nicht schaffte, ging Kulušić mit seinem Verein in die zweite türkische Spielklasse. In der Saison 2010/11 wechselte er zum Erstligisten Gençlerbirliği. Da Gençlerbirliği und Hacettepe beide dem Präsidenten von Gençlerbirliği gehören, wurde keine Ablöse bezahlt. Obwohl er bei Gençlerbirliği keinen Stammplatz in der Startformation hat, kommt er regelmäßig zu Einsätzen. Zur Saison 2014/15 verließ er nach vier Spielzeiten die Hauptstädter und wechselte innerhalb der Süper Lig zum Aufsteiger Balıkesirspor. Im Sommer 2015 heuerte er erneut bei Gençlerbirliği Ankara an. Am 31. Januar 2017 wurde sein Vertrag dort wieder aufgelöst und im Februar schloss er sich für ein halbes Jahr HNK Rijeka an und gewann sofort das Double. Ab August 2017 spielt er nun für Sheriff Tiraspol in Moldawien. Auch dort wurde er zweimal Meister und einmal Pokalsieger. Zur Rückrunde der Saison 2018/19 wechselte er zu MKE Ankaragücü und beendete dort auch im Sommer 2021 seine aktive Karriere.

## Nationalmannschaft
Im Jahre 2008 bestritt Kulušić drei Partien für die kroatische U-21-Nationalmannschaft.

## Erfolge
- Kroatischer Meister: 2017
- Kroatischer Pokalsieger: 2017
- Moldauischer Meister: 2017, 2018
- Moldauischer Pokalsieger: 2017